# زعيم حزب العمال (المملكة المتحدة)
زعيم حزب العمال هو القائد لحزب العمال في المملكة المتحدة. الزعيم الحالي هو السير كير ستارمر الذي تم انتاخبه في نيسان / أبريل 2020 ‏ ليخلف جيرمي كوربين، بعدما أمضى تسعة أشهر كوزير ظل للهجرة وثلاث سنوات وخمسة أشهر كوزير ظل للخروج من الاتحاد الأوروبي في حكومة الظل التي كان يرأسها كوربين.

## تاريخ
تم إنشاء منصب زعيم حزب العمال رسميًا في عام 1922. قبل ذلك، في الفترة بين انتخاب نواب حزب العمال لأول مرة في عام 1906 ‏ وانتخابات العام 1922 ‏ (التي حقق فيها الحزب مكاسب عديدة) كان يطلق على المنصب رئيس حزب العمال البرلماني ‏. في العام 1970، تم فصل منصبي زعيم حزب العمال عن رئيس حزب العمال البرلماني.
في عام 1921 ، أصبح جون روبرت كلاينز ‏ أول زعيم لحزب العمال يولد في إنجلترا. كان جميع قادة الحزب قبله قد ولدوا في اسكتلندا. في عام 1924 ‏، أصبح رامزي ماكدونالد أول رئيس وزراء من حزب العمال، حيث قاد حكومة أقلية استمرت تسعة أشهر. أصبح كليمنت أتلي أول زعيم لحزب العمال يقود حكومة أغلبية في العام 1945 ‏. كان نيل كينوك أول زعيم لحزب العمال من مواليد ويلز حيث انتخب في عام 1983 ‏. وكان توني بلير أكثر قادة حزب العمال نجاحًا انتخابيًا حتى الآن. ثلاثة انتصارات انتخابية متتالية في 1997 ‏ و2001 (كلاهما انتصارات ساحقة ‏) و2005، وهارولد ويلسون، الذي فاز بأربعة انتخابات عامة من أصل خمسة خاضها في 1964 ‏ و1966 ‏ وشباط / فبراير 1974 ‏ وتشرين الأول / أكتوبر 1974 ‏. حتى العام 2021، وباستثناء الزعماء المؤقتين، خاض جميع زعماء الحزب انتخابات عامة أثناء توليهم المنصب باستثناء جورج لانسبوري (الذي استقال) وجون سميث (الذي توفي في المنصب) وكير ستارمر.

## الاختيار
بخلاف قادة باقي الأحزاب السياسية البريطانية، زعيم حزب العمال لا يمتلك الصلاحية لتعيين أو عزل نائبه. يتم انتخاب زعيم الحزب ونائبه بنظام التصويت البديل. تم استخدام المجمع الانتخابي في الفترة بين عامي 1980 و 2014 حيث تم تخصيص ثلث الأصوات لأعضاء البرلمان والأعضاء في البرلمان الأوروبي المنتمين للحزب، وثلث آخر للأعضاء المنتسبين للحزب، وثلث للأعضاء المنتسبين إلى المنظمات التابعة للحزب، بما في ذلك الجماعة الاشتراكية ‏ النقابات المنتسبة له ‏. خلال انتخابات الزعامة 2015 ‏ تم استخدام نظام "عضو واحد، صوت واحد"، حيث تم اعتبار أصوات أعضاء الحزب وأعضاء المنظمات التابعة له متساوية. لم يتم إحصاء أصوات أعضاء البرلمان وأعضاء البرلمان الأوروبي بشكل منفصل، وعلى الرغم من ذلك على المرشح الحصول على دعم 10% من أعضاء البرلمان العماليون ليظهر اسمه في ورقة الاقتراع.

## الدور
عندما يكون حزب العمال في المعارضة ‏، فإن زعيم حزب العمال، باعتباره ثاني أكبر حزب، يصبح زعيم المعارضة، ويرأس حكومة الظل ‏. بينما عندما يكون الحزب في الحكومة، يصبح الزعيم عادة رئيس الوزراء واللورد الأول للخزانة ووزير الخدمة المدنية ‏ كما يعيّن أعضاء مجلس الوزراء.

## زعماء حزب العمال (1906–الآن)
تتضمن هذا القائمة زعماء الحزب (بما في ذلك الزعماء المؤقتين) منذ 1906.
| رقم   | الزعيم (الولادة–الوفاة)                           | الزعيم (الولادة–الوفاة) | الدائرة الانتخابية                                  | تولى المنصب                             | ترك المنصب                                    | رئيس الوزراء (الفترة) | رئيس الوزراء (الفترة) |
| ----- | ------------------------------------------------- | ----------------------- | --------------------------------------------------- | --------------------------------------- | --------------------------------------------- | --------------------- | --------------------- |
| 1     | كير هاردي (1856–1915)                             |                         | مرثير تيدفيل ‏                                       | 17 شباط / فبراير 1906                   | 22 كانون الثاني / يناير 1908                  |                       | بانرمان 1905–1908     |
| 2     | آرثر هندرسون (1863–1935) (للمرة الأولى)           |                         | قلعة بارنارد ‏                                       | 22 كانون الثاني / 1908                  | 14 شباط / فبراير 1910                         |                       | بانرمان 1905–1908     |
| 2     | آرثر هندرسون (1863–1935) (للمرة الأولى)           | أسكويث 1908–1916        | قلعة بارنارد ‏                                       | 22 كانون الثاني / 1908                  | 14 شباط / فبراير 1910                         |                       |                       |
| 3     | جورج بارنز (1859–1940)                            |                         | غلاسكو بلاكفرايرز وهوتشيسونتاون ‏                    | 14 شباط / فبراير 1910                   | 6 شباط / فبراير 1911                          |                       |                       |
| 4     | رامزي ماكدونالد (1866–1937) (للمرة الأولى)        |                         | ليستر ‏                                              | 6 شباط / فبراير 1911                    | 5 آب / أغسطس 1914                             |                       |                       |
| 2     | آرثر هندرسون (1863–1935) (للمرة الثانية)          |                         | قلعة بارنارد                                        | 5 آب / أغسطس 1914                       | 24 تشرين الأول / أكتوبر 1917                  |                       |                       |
| 2     | آرثر هندرسون (1863–1935) (للمرة الثانية)          | لويد جورج 1916–1922     | قلعة بارنارد                                        | 5 آب / أغسطس 1914                       | 24 تشرين الأول / أكتوبر 1917                  |                       |                       |
| 5     | وليم آدمسون (1863–1936)                           |                         | ويست فايف ‏                                          | 24 تشرين الأول / أكتوبر 1917            | 14 شباط / فبراير 1921                         |                       |                       |
| 6     | جون روبرت كلاينز ‏ (1869–1949)                     |                         | مانشستر بلاتينج ‏                                    | 14 شباط / فبراير 1921                   | 21 تشرين الثاني / نوفمبر 1922                 |                       |                       |
| 6     | جون روبرت كلاينز ‏ (1869–1949)                     | لو 1922–1923            | مانشستر بلاتينج ‏                                    | 14 شباط / فبراير 1921                   | 21 تشرين الثاني / نوفمبر 1922                 |                       |                       |
| 4     | رامزي ماكدونالد (1866–1937) (للمرة الثانية)       |                         | أبيرافون                                            | 21 تشرين الثاني / نوفمبر 1922 (منتخب)   | 28 آب / أغسطس 1931                            |                       |                       |
| 4     | رامزي ماكدونالد (1866–1937) (للمرة الثانية)       | بلدوين 1923–1924        | أبيرافون                                            | 21 تشرين الثاني / نوفمبر 1922 (منتخب)   | 28 آب / أغسطس 1931                            |                       |                       |
| 4     | رامزي ماكدونالد (1866–1937) (للمرة الثانية)       | نفسه 1924               | أبيرافون                                            | 21 تشرين الثاني / نوفمبر 1922 (منتخب)   | 28 آب / أغسطس 1931                            |                       |                       |
| 4     | رامزي ماكدونالد (1866–1937) (للمرة الثانية)       | بلدوين 1924–1929        | أبيرافون                                            | 21 تشرين الثاني / نوفمبر 1922 (منتخب)   | 28 آب / أغسطس 1931                            |                       |                       |
| 4     | رامزي ماكدونالد (1866–1937) (للمرة الثانية)       | نفسه 1929–1931          | أبيرافون                                            | 21 تشرين الثاني / نوفمبر 1922 (منتخب)   | 28 آب / أغسطس 1931                            |                       |                       |
| 2     | آرثر هندرسون (1863–1935) (للمرة الثالثة)          |                         | بورنلي (1931) بدون (1931 ‏–1932)                     | 28 آب / أغسطس 1931 (بالتزكية)           | 25 تشرين الأول / أكتوبر 1932                  |                       | ماكدونالد 1931–1935   |
| 7     | جورج لانسبوري (1859–1940)                         |                         | بو وبروملي ‏                                         | 25 تشرين الأول / أكتوبر 1932 (بالتزكية) | 8 تشرين الأول / أكتوبر 1935                   |                       | ماكدونالد 1931–1935   |
| 7     | جورج لانسبوري (1859–1940)                         |                         | بو وبروملي ‏                                         | 25 تشرين الأول / أكتوبر 1932 (بالتزكية) | 8 تشرين الأول / أكتوبر 1935                   |                       | ماكدونالد 1931–1935   |
| 7     | جورج لانسبوري (1859–1940)                         | بلدوين 1935–1937        | بو وبروملي ‏                                         | 25 تشرين الأول / أكتوبر 1932 (بالتزكية) | 8 تشرين الأول / أكتوبر 1935                   |                       |                       |
| 8     | كليمنت أتلي (1883–1967)                           |                         | لايمهاوس ‏ (1935–1950 ‏) والتهامستو ويست ‏ (1950–1955) | 8 تشرين الأول / أكتوبر 1935 (منتخب)     | 7 كانون الأول / ديسمبر 1955                   |                       |                       |
| 8     | كليمنت أتلي (1883–1967)                           | تشامبرلين 1937–1940     | لايمهاوس ‏ (1935–1950 ‏) والتهامستو ويست ‏ (1950–1955) | 8 تشرين الأول / أكتوبر 1935 (منتخب)     | 7 كانون الأول / ديسمبر 1955                   |                       |                       |
| 8     | كليمنت أتلي (1883–1967)                           | تشرشل 1940–1945         | لايمهاوس ‏ (1935–1950 ‏) والتهامستو ويست ‏ (1950–1955) | 8 تشرين الأول / أكتوبر 1935 (منتخب)     | 7 كانون الأول / ديسمبر 1955                   |                       |                       |
| 8     | كليمنت أتلي (1883–1967)                           | نفسه 1945–1951          | لايمهاوس ‏ (1935–1950 ‏) والتهامستو ويست ‏ (1950–1955) | 8 تشرين الأول / أكتوبر 1935 (منتخب)     | 7 كانون الأول / ديسمبر 1955                   |                       |                       |
| 8     | كليمنت أتلي (1883–1967)                           | تشرشل 1951–1955         | لايمهاوس ‏ (1935–1950 ‏) والتهامستو ويست ‏ (1950–1955) | 8 تشرين الأول / أكتوبر 1935 (منتخب)     | 7 كانون الأول / ديسمبر 1955                   |                       |                       |
| 8     | كليمنت أتلي (1883–1967)                           | إيدن 1955–1957          | لايمهاوس ‏ (1935–1950 ‏) والتهامستو ويست ‏ (1950–1955) | 8 تشرين الأول / أكتوبر 1935 (منتخب)     | 7 كانون الأول / ديسمبر 1955                   |                       |                       |
| [ د ] | هربرت موريسون (1888–1965)                         |                         | لويشام ساوث ‏                                        | 7 كانون الأول / ديسمبر 1955             | 14 كانون الأول / ديسمبر 1955                  |                       |                       |
| 9     | هيو جيتسكيل (1906–1963)                           |                         | ليدز ساوث ‏                                          | 14 كانون الأول / ديسمبر 1955 (منتخب)    | 18 كانون الثاني / يناير 1963 (died in office) |                       |                       |
| 9     | هيو جيتسكيل (1906–1963)                           | ماكميلان 1957–1963      | ليدز ساوث ‏                                          | 14 كانون الأول / ديسمبر 1955 (منتخب)    | 18 كانون الثاني / يناير 1963 (died in office) |                       |                       |
| [ د ] | جورج براون ‏ (1914–1985)                           |                         | بيلبر ‏                                              | 18 كانون الثاني / يناير 1963            | 14 شباط / فبراير 1963                         |                       |                       |
| 10    | هارولد ويلسون (1916–1995)                         |                         | هويتون ‏                                             | 14 شباط / فبراير 1963 (منتخب)           | 5 نيسان / أبريل 1976                          |                       |                       |
| 10    | هارولد ويلسون (1916–1995)                         | دوغلاس هيوم 1963–1964   | هويتون ‏                                             | 14 شباط / فبراير 1963 (منتخب)           | 5 نيسان / أبريل 1976                          |                       |                       |
| 10    | هارولد ويلسون (1916–1995)                         | نفسه 1964–1970          | هويتون ‏                                             | 14 شباط / فبراير 1963 (منتخب)           | 5 نيسان / أبريل 1976                          |                       |                       |
| 10    | هارولد ويلسون (1916–1995)                         | هيث 1970–1974           | هويتون ‏                                             | 14 شباط / فبراير 1963 (منتخب)           | 5 نيسان / أبريل 1976                          |                       |                       |
| 10    | هارولد ويلسون (1916–1995)                         | نفسه 1974–1976          | هويتون ‏                                             | 14 شباط / فبراير 1963 (منتخب)           | 5 نيسان / أبريل 1976                          |                       |                       |
| 11    | جيمس كالاهان (1912–2005)                          |                         | كارديف ساوث إيست ‏                                   | 5 نيسان / أبريل 1976 (منتخب)            | 10 تشرين الثاني / نوفمبر 1980                 |                       | نفسه 1976–1979        |
| 11    | جيمس كالاهان (1912–2005)                          | ثاتشر 1979–1990         | كارديف ساوث إيست ‏                                   | 5 نيسان / أبريل 1976 (منتخب)            | 10 تشرين الثاني / نوفمبر 1980                 |                       |                       |
| 12    | مايكل فوت (1913–2010)                             |                         | إيبو فال ‏                                           | 10 تشرين الثاني / نوفمبر 1980 (منتخب)   | 2 تشرين الأول / أكتوبر 1983                   |                       |                       |
| 13    | نيل كينوك (مواليد 1942)                           |                         | آيلوين                                              | 2 تشرين الأول / أكتوبر 1983 (منتخب)     | 18 تموز / يوليو 1992                          |                       |                       |
| 13    | نيل كينوك (مواليد 1942)                           | ميجر 1990–1997          | آيلوين                                              | 2 تشرين الأول / أكتوبر 1983 (منتخب)     | 18 تموز / يوليو 1992                          |                       |                       |
| 14    | جون سميث (1938–1994)                              |                         | مونكلاندز إيست ‏                                     | 18 تموز / يوليو 1992 (منتخب)            | 12 أيار / مايو 1994 (died in office)          |                       |                       |
| [ د ] | مارغريت بيكيت (مواليد 1943) (مؤقت)                |                         | داربي الجنوبية                                      | 12 أيار / مايو 1994                     | 21 تموز / يوليو 1994                          |                       |                       |
| 15    | توني بلير (مواليد 1953)                           |                         | سيجفيلد                                             | 21 تموز / يوليو 1994 (منتخب)            | 24 حزيران / يونيو 2007                        |                       |                       |
| 15    | توني بلير (مواليد 1953)                           | نفسه 1997–2007          | سيجفيلد                                             | 21 تموز / يوليو 1994 (منتخب)            | 24 حزيران / يونيو 2007                        |                       |                       |
| 16    | جوردون براون (مواليد 1951)                        |                         | كيركالدي وكاودينبيث                                 | 24 حزيران / يونيو 2007 (بالتزكية)       | 11 أيار / مايو 2010                           |                       | نفسه 2007–2010        |
| [ د ] | هارييت هارمان (مواليد 1950) (مؤقت: للمرة الأولى)  |                         | كامبيرويل وبيكهام                                   | 11 أيار / مايو 2010                     | 25 أيلول / سبتمبر 2010                        |                       | كاميرون 2010–2016     |
| 17    | إد ميلباند (مواليد 1969)                          |                         | دونكاستر الشمالية                                   | 25 أيلول / سبتمبر 2010 (منتخب)          | 8 أيار / مايو 2015                            |                       | كاميرون 2010–2016     |
| [ د ] | هارييت هارمان (مواليد 1950) (مؤقت: للمرة الثانية) |                         | كامبيرويل وبيكهام                                   | 8 أيار / مايو 2015                      | 12 أيلول / سبتمبر 2015                        |                       | كاميرون 2010–2016     |
| 18    | جيرمي كوربين (مواليد 1949)                        |                         | إزلينغتون الشمالية                                  | 12 أيلول / سبتمبر 2015 (منتخب)          | 4 نيسان / أبريل 2020                          |                       | كاميرون 2010–2016     |
| 18    | جيرمي كوربين (مواليد 1949)                        | ماي 2016–2019           | إزلينغتون الشمالية                                  | 12 أيلول / سبتمبر 2015 (منتخب)          | 4 نيسان / أبريل 2020                          |                       |                       |
| 18    | جيرمي كوربين (مواليد 1949)                        | جونسون 2019–الآن        | إزلينغتون الشمالية                                  | 12 أيلول / سبتمبر 2015 (منتخب)          | 4 نيسان / أبريل 2020                          |                       |                       |
| 19    | كير ستارمر (مواليد 1962)                          |                         | هولبورن وسانت بانكراس                               | 4 نيسان / أبريل 2020 (منتخب)            | شاغل المنصب                                   |                       |                       |

## الملاحظات
1. ↑  ارتفاع العمود لا يتناسب مع الوقت في المنصب
2. 1 2 3  تولى آرثر هندرسون زعامة الحزب في ولايتين إضافيتين ورامزي ماكدونالد ولاية إضافية بعد ولايتيهما الأولية، وبالتالي فإن فترتيهما اللاحقة لا تحسب بشكل منفصل.
3. ↑  هُزم هندرسون في مقعده في بيرنلي في انتخابات عام 1931 ، ولم يعد إلى البرلمان خلال فترة ولايته الثالثة كزعيم. عمل جورج لانسبري كزعيم برلماني لحزب العمال ، حتى خلف هندرسون رسميًا كزعيم للحزب.
4. 1 2 3 4 5  كونه لم يتم انتخابهم أو تعيينهم بصفة رسمية، لم يتم تضمينهم ضمن الترتيب.
5. 1 2 3 4 5  نواب القادة الذين تولوا منصب زعيم الحزب مؤقتًا بسبب وفاة شاغل الوظيفة أو استقالته، وظلوا في الخدمة حتى انتخاب زعيم جديد. عمل هربرت موريسون كزعيم للأيام السبعة بين استقالة كليمنت أتلي وانتخاب هيو جيتسكيل كزعيم. عمل جورج براون  [لغات أخرى]‏ ومارغريت بيكيت كزعماء بعد وفاة جايتسكيل ووجون سميث، على التوالي. شغلت هارييت هارمان منصب زعامة الحزب مرتين عندما استقال جوردون براون وإد ميلباند.